# Colotois depunctata
Colotois depunctata är en fjärilsart som beskrevs av Nitsche. Colotois depunctata ingår i släktet Colotois och familjen mätare. Inga underarter finns listade i Catalogue of Life.